# Kaptanganj (Indie)
Kaptanganj (hindi कप्तानगंज)– miasto w północnych Indiach w stanie Uttar Pradesh, na Nizinie Hindustańskiej.
Populacja miasta w 2001 roku wynosiła 11 493 mieszkańców.